# Épilobe à feuilles de romarin
Epilobium dodonaei
Espèce
Classification phylogénétique
L'Épilobe à feuilles de romarin (Epilobium dodonaei) est une espèce de plantes à fleurs de la famille des Onagraceae. C'est une plante herbacée vivace étalée à souche ligneuse et aux tiges dressées originaire du centre et du sud de l'Europe et à l'ouest de l'Asie, et est très rustique.
En France, elle se trouve dans le Sud-Ouest. Elle est protégée en Midi-Pyrénées et en Champagne-Ardenne.

## Caractéristiques
Taille
- Jusqu'à 1 m de haut et jusqu'à 20 cm de diamètre.

Feuilles et floraison
- Feuilles de 1 à 3 cm de long, linéaires, dentées et poilues, vert moyen.
- Floraison estivale. Les fleurs de 2 à 4 cm de diamètre, pourpre-rose foncé sont portées en grappes terminales légères et gracieuses.
  - Période de floraison : juillet-septembre
  - Inflorescence : racème simple
  - Sexualité : hermaphrodite
  - Ordre de maturation :
  - Pollinisation : entomogame

Graine
- Fruit : capsule
- Dissémination : anémochore

Habitat et répartition
- Habitat type : alluvions grossières hygrophiles des zones alluviales orophiles, centroeuropéennes
- Aire de répartition : orophyte alpien

Données d'après : Julve, Ph., 1998 ff. - Baseflor. Index botanique, écologique et chorologique de la flore de France. Version : 23 avril 2004.